# Nowa Akcja Rojalistyczna
Nowa Akcja Rojalistyczna (fr. Nouvelle Action Royaliste, NAR) – francuskie monarchistyczne ugrupowanie polityczne istniejące od 1971 r., zaliczane do nurtu tzw. lewicowego monarchizmu

## Geneza
Na przełomie lat 60. i 70. grupa studentów związanych z Restauration Nationale, kontynuatorką tradycji przedwojennej Action Française, wystąpiła przeciwko dotychczasowemu programowi partii, jako zbyt konserwatywnemu. Piętnowali także działaczy RN, którzy zajmowali wysokie stanowiska w administracji Francji Vichy podczas II wojny światowej (m.in. Xaviera Vallata, b. Wysokiego Komisarza ds. Żydów). Ponadto obawiali się skazania monarchizmu we Francji na niezrozumienie i całkowitą marginalizację na scenie politycznej. Postanowili zatem stworzyć szerszą platformę "ruchu rewolucyjnego", która obejmie wszystkich niezadowolonych z kryzysu, w jakim znalazła się Francja po wydarzeniach 1968 r., przy czym utrzymywali oni, że organizatorzy tych zamieszek są głosem "kraju rzeczywistego", protestującego przeciwko martwocie "kraju oficjalnego". 30 marca 1971 r. kierownictwo RN wykluczyło z partii 4 przywódców "rebelii".

## Dzieje ugrupowania
Następnego dnia Yvan Aumont, Arnaud Fabre de Rieunégre, Gérard Leclerc i Bertrand Renouvin, przywódca i główny ideolog grupy, redaktor dwumiesięcznika "Royaliste", powołali nowe ugrupowanie pod nazwą Nouvelle Action Française. W październiku 1978 r. zmieniono ją na Nouvelle Action Royaliste.
W 1974 r. B. Renouvin kandydował w wyborach prezydenckich, uzyskując jedynie 0,7% głosów. W rezultacie NAR zbliżyła się do Partii Socjalistycznej, która odtąd zaczęła umieszczać jej kandydatów na swoich listach. Za poparcie kandydatury François Mitterranda w wyborach prezydenckich w 1981 r. B. Renouvin i 2 inni członkowie NAR weszli w skład Rady Ekonomicznej i Społecznej. W marcu 1983 r. NAR przyłączyła się do Ruchu Demokratów (Mouvement des démocrates) postgaullisty M. Joberta, a w 1993 r. wystąpiła w sojuszu z zielonymi. Natomiast w wyborach prezydenckich w 1995 r. zaapelowała o wrzucanie do urn białych kartek, odrzucając kandydaturę Lionela Jospina za ogłoszenie "pięciolatki", zaś Jacques’a Chiraca za "ksenofobiczne ustawy" wnoszone przez jego rząd. NAR wzięła udział w Paryżu w obchodach 200. rocznicy szturmu na Bastylię, argumentując, że efektem pierwszej fazy rewolucji było powstanie monarchii konstytucyjnej i parlamentarnej, którą - w przeciwieństwie do "starej" Action Française i jej spadkobierców z RN - bezwarunkowo akceptuje. W 2005 r. NAR opowiadała się przeciwko przyjęciu przez Francuzów Konstytucji Europejskiej.

## Program
Głównym organem prasowym NAR jest dwutygodnik "Royaliste", ponadto wychodzą dwumiesięcznik "Lys Rouge" i kwartalnik "Cité". Jej program opowiada się za demokracją, liberalizmem i integracją europejską, przeciwstawiając się jedynie "nadmiernej" biurokracji Unii Europejskiej. NAR zwalcza ksenofobię i rasizm oraz występuje przeciwko Zjednoczeniu Narodowemu Marine Le Pen. W sferze gospodarki opowiada się przeciwko neoliberalizmowi, ale też przeciwko reglamentacji własności prywatnej, przeciwko biurokracji menadżerów, ale za "planową" transformacją ekonomiczną i społeczną, nacjonalizacją "sektorów kluczowych" i redystrybucją dochodu narodowego. NAR włącza do swojej tradycji pierwszą "liberalną" fazę rewolucji francuskiej 1789 r., przypisując się do ówczesnych les Monarchiens, czyli zwolenników monarchii parlamentarnej na wzór brytyjski oraz oddając hołd Deklaracji Praw Człowieka i Obywatela. "Mit założycielski" demokratycznego monarchizmu to przypięcie przez króla Ludwika XVI niebiesko-czerwonej kokardy Komuny Paryża.
NAR głosi, że monarchia "nowoczesna" winna być "ukoronowaną demokracją", nie tylko polityczną, ale także gospodarczą i społeczną. Jej zadaniem powinno być nie tylko symbolizowanie jedności narodowej i tradycji historycznej, ale także ochrona wolności indywidualnej oraz "pluralizmu" religijnego, kulturalnego i regionalnego. Jako jedyne ugrupowanie monarchistyczne we Francji opowiada się więc za laickością państwa, odróżniając jedynie neutralną "laickość" od agresywnego "laicyzmu". Rojaliści demokratyczni uważają ponadto, że monarchia może być przywrócona jedynie drogą głosowania powszechnego. Stąd zadaniem praktycznym, które sobie stawiają, jest uprawianie takiej propagandy, która koncentruje się na wykazywaniu niesprzeczności idei monarchicznej z zasadami demokracji.